# One Woman’s Live Journey
One Woman’s Live Journey — концертный альбом, выпущенный австралийской певицей Оливией Ньютон-Джон 19 сентября 2000 года в Австралии лейблом Festival Mushroom Records. Альбом посвящен матери Ньютон-Джон Ирен и представляет собой запись её концерта в развлекательном центре «Тадж-Махал» в Атлантик-Сити, Нью-Джерси, 26 и 27 августа 1999 года.

## Отзывы критиков
Рецензент AllMusic Шарлотта Диллон оценила альбом в три с половиной звезды из пяти и написала, что «несмотря на то, что это концертный альбом, он сделан на высоте, и слушать его одно удовольствие благодаря неиссякаемым певческим талантам Оливии Ньютон-Джон».

## Список композиций
| №                   | Название                          | Автор(ы)                           | Длительность |
| ------------------- | --------------------------------- | ---------------------------------- | ------------ |
| 1.                  | «Xanadu»                          | Джефф Линн                         | 3:40         |
| 2.                  | «Magic»                           | Джон Фаррар                        | 5:02         |
| 3.                  | «Don’t Stop Believin’»            | Джон Фаррар                        | 3:35         |
| 4.                  | «Please Mr. Please»               | Брюс Уэлч, Джон Ростилл            | 3:54         |
| 5.                  | «Jolene»                          | Долли Партон                       | 2:17         |
| 6.                  | «Let Me Be There»                 | Джон Ростилл                       | 3:16         |
| 7.                  | «Sam»                             | Джон Фаррар, Хэнк Марвин, Дон Блэк | 3:47         |
| 8.                  | «Have You Never Been Mellow»      | Джон Фаррар                        | 4:05         |
| 9.                  | «Precious Love»                   | Оливия Ньютон-Джон, Энн Робофф     | 3:46         |
| 10.                 | «Not Gonna Give Into It»          | Оливия Ньютон-Джон                 | 3:30         |
| 11.                 | «Flower That Shattered the Stone» | Джо Генри, Джон Джарвис            | 3:25         |
| 12.                 | «Back with a Heart»               | Оливия Ньютон-Джон, Гэри Бёрр      | 3:25         |
| 13.                 | «Suddenly»                        | Джон Фаррар                        | 3:00         |
| 14.                 | «You’re the One That I Want»      | Джон Фаррар                        | 3:00         |
| 15.                 | «Hopelessly Devoted to You»       | Джон Фаррар                        | 3:10         |
| 16.                 | «Summer Nights»                   | Уоррен Кейси, Джим Джейкобс        | 4:24         |
| 17.                 | «Don’t Cut Me Down»               | Оливия Ньютон-Джон                 | 5:19         |
| 18.                 | «Somewhere Over the Rainbow»      | Гарольд Арлен, Йип Харбург         | 3:17         |
| 19.                 | «If You Love Me (Let Me Know)»    | Джон Ростилл                       | 3:31         |
| 20.                 | «Physical»                        | Стивен Кипнер, Терри Шэддик        | 5:30         |
| 21.                 | «I Honestly Love You»             | Питер Аллен, Джефф Барри           | 4:16         |
| Общая длительность: | Общая длительность:               | Общая длительность:                | 1:19:47      |

## Чарты
| Чарт (2000)      | Высшая позиция |
| ---------------- | -------------- |
| Австралия (ARIA) | 41             |